# ولسوالی کلکان
ولسوالی کلکان در بخش شمالی ولایت کابل قرار دارد. آن از غرب به ولسوالی گلدره و از شمال به قره‌باغ و از شرق به ده‌سبز و از جنوب به میربچه‌کوت منتهی می‌شود.
جمعیت ولسوالی کلکان طبق آمار گرفته شده ۲۶٬۸۰۰ نفر است. مرکز آن روستای کلکان می‌باشد که در قسمت مرکزی ولسوالی کلکان موقعیت دارد.
این ولسوالی در سال‌های جنگ خسارات شدیدی دیده و زیر بنای این ولسوالی به کلی نابود شده‌است.

## کلکان و اهالی
حبیب‌الله کلکانی در سال ۱۹۲۹ پس از رهبری یک شورش موفق علیه امان‌الله شاه با کمک قبایل مختلف تاجیک که مخالف برنامه‌های مدرنیزاسیون سریع شاه بودند، او یک تاجیک متعصب ضد پشتون و ضد شیعه بود. او یکی از اولین اشخاص در افغانستان بود که قانون حجاب اجباری را تصویب کرد و دومین کار او حذف زبان پشتو بود.و به مدت ۹ ماه امیر  تاجیک های افغانستان بود. پس از شکست و اعدام او توسط محمد نادر شاه، کلکانی به نام بچه سقاو، پسر یک آب‌بر، نام گرفت. کلکانی یک تاجیک از ناحیه شمالی بود و در سال ۱۸۹۰ به دنیا آمد.